# Saidi Kyeyune
Saidi Kyeyune là một cầu thủ bóng đá người Uganda, thi đấu ở vị trí tiền vệ cho Proline Football Club ở Uganda từ Uganda Revenue Authority SC.

## Sự nghiệp quốc tế
Vào tháng 1 năm 2014, huấn luyện viên Milutin Sedrojevic, triệu tập anh vào đội hình Đội tuyển bóng đá quốc gia Uganda tham dự Giải vô địch bóng đá châu Phi 2014. Đội tuyển xếp thứ ba sau khi đánh bại Burkina Faso, hòa với Zimbabwe và thua trước Maroc.